# 照明夫人
照明夫人金氏（?—?），新羅第47代君主宪安王金谊靖的母亲。
照明夫人又称照明王后，是金忠恭的女儿，閔哀王金明的姐妹。嫁给元聖王的孙子上大等金均貞，生下儿子金谊靖。839年（神武王元年、唐文宗开成四年），金均貞和貞矯夫人的儿子金祐徵起兵，推翻了闵哀王，即位为神武王，立子金慶膺爲太子。857年（文圣王十九年、唐宣宗大中十一年），文圣王金慶膺去世，儿子幼小，让叔父、照明夫人的儿子金谊靖即位，就是宪安王。
文聖王三年（唐武宗会昌元年，841年），唐武宗册封新罗文聖王金庆膺，爲開府儀同三司、檢校太尉、使持節大都督鸡林州諸軍事、兼持節充寧海諸軍使、上柱國、新羅王，照明夫人爲王妃。照明夫人可能在随后不久就去世了，次年三月，文聖王納伊飡金魏昕之女爲妃，即昕明夫人。